# Cahier bleu
Pour les articles homonymes, voir Le Cahier bleu et Le Cahier bleu (Matisse).
Le Cahier bleu est le nom donné à une circulaire, publiée en 1943, rédigée par Pierre-Henri Teitgen, où se trouvent définies « les mesures à prendre dès la Libération dans le domaine de l’information, de la radio, de la propagande, du cinéma et surtout de la presse ».
Il est tiré clandestinement à 200 exemplaires par Émilien Amaury, directeur de l’Office de publicité générale et membre du Mouvement de Résistance appelé le « Groupe de la rue de Lille »,. Ce cahier tient lieu de législation en matière de presse pour le gouvernement provisoire d'Alger.
Les conséquences à la fin de la guerre, sont que Les journaux ayant continué de paraître quinze jours après le début de l’Occupation (le 25 juin 1940 pour la zone nord et le 26 novembre 1942 pour la zone sud), sont interdits. Les entreprises y éditant sont placées sous séquestre pour un jugement et un éventuel non-lieu. 188 des 206 quotidiens paraissant en 1939 se trouvent interdits, cela affecte également les hebdomadaires et mensuels.
Afin d'éviter les collusions entre presse parlée et presse écrite, ce cahier décrit que : « Le rédacteur en chef ni le directeur d’un journal imprimé ne seront en aucun cas placés à  la tête de l’équipe rédactionnelle du journal parlé. On évitera de la sorte, et par toutes mesures qu’imposeront les circonstances, la mainmise de la presse imprimée sur la presse parlée »,.

## Appellation
Le nom de cahier bleu fait référence à la couverture bleu de ce cahier d'une cinquantaine de pages dactylographiées.

### notes et références
1. ↑  (Brizzi 2007, p. 11)
2. ↑  Presse à la Une, « La renaissance de la presse à la Libération », sur Les Essentiels - BNF, 2012
3. 1 2  (Guillauma 2007)
4. 1 2  (Teitgen 1988, p. 105)
5. ↑  Blandine Hennion, « Comment le Tour a echappé au PCF », sur Libération, 4 juillet 2003
6. ↑  Patrick Eveno, « La presse en France depuis la Libération », sur Expositions.BNF.fr
7. ↑  Brizzi 2007, p. 13.
8. ↑  (Duval 1979, p. 363-364)